# 彰2線
彰2線 海邊－什股，是位於彰化縣的一條鄉道，東起彰化縣伸港鄉什股村海岸邊，彰化縣伸港鄉泉厝村、新港村、大同村什股橋，全長2.345公里。本線有解編可能

## 路線說明
彰化縣
- 伸港鄉：海邊（起點，濱彰路岔路）→ 台61線涵洞 → 什股路 → 什股 → 建國路路口（台17線） → 泉州路路口（彰7線岔路） → 伸港（終點，134線岔路）

## 歷史沿革
本線自1961年即編為彰2線，惟路線長度稍有延長。

## 沿線地標、設施
- 台61線涵洞
- 什股橋

## 連接公路
- 台61線
- 台17線
- 彰7線
- 縣道134號